# Pot-Black 1970
Il Pot-Black 1970 è stato il quarto evento professionistico della stagione 1969-1970 di snooker, il quarto Non-Ranking, e la 2ª edizione di questo torneo, che si è disputato nel gennaio 1970, presso gli BBC Studios di Birmingham, in Inghilterra.
Il campione in carica era Ray Reardon, il quale è stato sconfitto in finale da John Spencer.
Il torneo è stato vinto da John Spencer, il quale ha battuto in finale Ray Reardon per 1-0 (88-27). L'inglese si è aggiudicato così il suo primo Pot-Black e il suo secondo titolo Non-Ranking in carriera.
Il break più alto del torneo è stato un 54, realizzato da Fred Davis.

## Fase a gironi

### Gruppo 1
| N° | Giocatore          | M | V | P |
| -- | ------------------ | - | - | - |
| 1  | Rex Williams       | 3 | 3 | 0 |
| 2  | John Spencer       | 3 | 2 | 1 |
| 3  | Fred Davis         | 3 | 1 | 2 |
| 4  | Kinglsey Kennerley | 3 | 0 | 3 |

Incontri
| Giocatore 1  | Risultato | Giocatore 2        |
| ------------ | --------- | ------------------ |
| Fred Davis   | 0 - 1     | Rex Williams       |
| John Spencer | 1 - 0     | Kinglsey Kennerley |
| Fred Davis   | 0 - 1     | John Spencer       |
| Rex Williams | 1 - 0     | Kinglsey Kennerley |
| Fred Davis   | 1 - 0     | Kinglsey Kennerley |
| Rex Williams | 1 - 0     | John Spencer       |

### Gruppo 2
| N° | Giocatore   | M | V | P |
| -- | ----------- | - | - | - |
| 1  | John Pulman | 3 | 3 | 0 |
| 2  | Ray Reardon | 3 | 2 | 1 |
| 3  | Gary Owen   | 3 | 1 | 2 |
| 4  | Jackie Rea  | 3 | 0 | 3 |

Incontri
| Giocatore 1 | Risultato | Giocatore 2 |
| ----------- | --------- | ----------- |
| Gary Owen   | 0 - 1     | John Pulman |
| Ray Reardon | 1 - 0     | Jackie Rea  |
| Gary Owen   | 0 - 1     | Ray Reardon |
| John Pulman | 1 - 0     | Jackie Rea  |
| Gary Owen   | 1 - 0     | Jackie Rea  |
| John Pulman | 1 - 0     | Ray Reardon |

## Fase a eliminazione diretta
|  | Semifinali   | Semifinali   | Semifinali  |             |              | Finale       | Finale | Finale |  |
|  |              |              |             |             |              |              |        |        |  |
|  | John Spencer | John Spencer | 1           |             |              |              |        |        |  |
|  | John Spencer | John Spencer | 1           |             |              |              |        |        |  |
|  | John Pulman  | John Pulman  | 0           |             |              |              |        |        |  |
|  | John Pulman  | John Pulman  | 0           |             | John Spencer | John Spencer | 1      |        |  |
|  |              |              |             |             | John Spencer | John Spencer | 1      |        |  |
|  |              |              | Ray Reardon | Ray Reardon | 0            |              |        |        |  |
|  | Rex Williams | Rex Williams | Ray Reardon | Ray Reardon | 0            | 0            |        |        |  |
|  | Rex Williams | Rex Williams |             |             |              |              |        |        |  |
|  | Ray Reardon  | Ray Reardon  | 1           |             |              |              |        |        |  |